# Cuasicristal

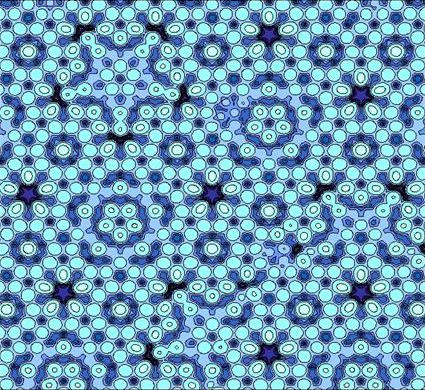
Modelo atómico de un cuasicristal de Ag-Al.

Un cuasicristal es una forma estructural que es ordenada pero no periódica. Se forman patrones que llenan todo el espacio aunque tienen falta de simetría traslacional. Mientras que los cristales, de acuerdo al clásico teorema de restricción cristalográfica, pueden poseer solo simetrías rotacionales de 2, 3, 4, y 6 pliegues, el patrón de difracción de Bragg de los cuasicristales muestra picos agudos con otros órdenes de simetría, por ejemplo de 5 pliegues.
Las teselaciones aperiódicas fueron descubiertas por los matemáticos en los inicios de la década de 1960, y unos veinte años después se encontró que podían ser aplicadas al estudio de los cuasicristales. El descubrimiento de estas formas aperiódicas en la naturaleza ha producido un cambio de paradigma en el campo de la cristalografía. Los cuasicristales han sido investigados y observados anteriormente pero hasta la década de 1980 fueron ignorados en favor de las prevalecientes ideas acerca de la estructura atómica de la materia.
A grandes rasgos, un ordenamiento es no-periódico si en él se observa falta de simetría traslacional, lo que significa que una copia volteada nunca corresponderá exactamente con su original. La definición matemática más precisa es que nunca hay simetría traslacional en más de n – 1 direcciones linealmente independientes, donde n es la dimensión del espacio relleno; es decir, la teselación tridimensional mostrada en un cuasicristal puede tener simetría traslacional en dos dimensiones. La habilidad para difractar viene de la existencia de un número indefinidamente grande de elementos con un espaciado regular, una propiedad vagamente descrita como orden de largo alcance. Experimentalmente la aperiodicidad se revela en la inusual simetría del patrón de difracción, que es la simetría de órdenes diferentes a 2, 3, 4, o 6. El primer caso oficialmente reportado de lo que vino a conocerse como cuasicristales fue hecho por Dan Shechtman del Instituto Tecnológico Israelí y sus colaboradores en 1984. Shechtman recibió el Premio Nobel de Química en 2011 por sus hallazgos. Originalmente, la nueva forma de materia, los cuasicristales, fue llamada "Shechtmanita" en honor de Shechtman por su descubrimiento, y tardó años en ganar legitimidad científica.

## Historia

Una teselación de Penrose.

Las estructuras cuasiperiódicas han sido bien conocidas desde antes del siglo XX. Por ejemplo, las teselas (mosaicos, baldosas) en una mezquita islámica medieval en Isfahán, Irán, están dispuestas en un patrón cuasicristalino. En 1961, Hao Wang hizo la pregunta de si el determinar si un conjunto de teselas admite una teselación del plano es un problema algorítmicamente irresoluble o no. Éste conjeturó que se puede resolver, basándose en la hipótesis de que cualquier conjunto de teselas que pueden revestir el plano puede hacerlo periódicamente (por lo que sería suficiente tratar de revestir patrones cada vez mayores hasta obtener uno que tesele periódicamente). Pero su estudiante, Robert Berger, construyó dos años después un conjunto de unas 20 000 teselas cuadradas (llamadas ahora teselas de Wang) que pueden revestir el plano pero no en una disposición periódica. Conforme el número de conjuntos aperiódicos conocidos de teselas crece, cada conjunto parecía contener incluso menos teselas que el previo. En particular, Roger Penrose propuso en 1976 un conjunto de solo dos teselas (conocido como Teselación de Penrose) que produjo únicamente teselaciones no-periódicas del plano. Estas teselaciones mostraron ejemplos de simetría de cinco pliegues. En retrospectiva, patrones similares fueron observados en algunas teselaciones decorativas ideadas por arquitectos islámicos medievales. Alan Mackay mostró experimentalmente en 1982 que el patrón de difracción de la teselación de Penrose tuvo una a transformada de Fourier bidimensional consistente en picos agudos "delta" arreglados en un patrón de simetría de cinco pliegues. Casi al mismo tiempo, Robert Ammann creó un conjunto de teselas aperiódicas que produjeron una simetría de ocho pliegues. Estos dos ejemplos de cuasicristales matemáticos han mostrado estar derivados de un método más general que los trata como proyecciones de un entramado de mayor dimensión. Así como las curvas simples en el plano pueden ser obtenidas como secciones de un doble cono tridimensional, varias disposiciones (periódicas o aperiódicas) en 2 y 3 dimensiones pueden ser obtenidas a partir de hiper-entramados postulados con 4 o más dimensiones. Los cuasicristales icosaédricos en 3 dimensiones como los encontrados por Dan Shechtman fueron proyectados a partir de un entramado hipercúbico de 6 dimensiones por Peter Kramer y Roberto Neri en 1984. La teselación está formada por dos teselas con forma romboédrica.
La historia de los cuasicristales comienza con el artículo de 1984 "Metallic Phase with Long-Range Orientational Order and No Translational Symmetry" (Fase metálica con orden orientacional de largo alcance y sin simetría traslacional) donde Dan Shechtman et al. demostraron un claro patrón de difracción con una simetría de cinco pliegues. El patrón fue tomado de una aleación Al-Mn que fue enfriada rápidamente después de fundirse. Al año siguiente, Ishimasa et al. reportaron una simetría de doce pliegues en partículas de Ni-Cr. Pronto fueron grabados patrones de difracción de ocho pliegues en aleaciones de V-Ni-Si y Cr-Ni-Si. A lo largo de los años han sido descubiertos cientos de cuasicristales con varias composiciones y diferentes simetrías. Los primeros materiales cuasicristalinos eran termodinámicamente inestables; cuando eran calentados, formaban cristales regulares. Sin embargo en 1987 fue descubierto el primero de muchos cuasicristales estables, haciendo posible producir grandes muestras para su estudio y abriendo la puerta hacia potenciales aplicaciones. En 2009 un hallazgo minerológico ofreció evidencia de que los cuasicristales podrían formarse de manera natural bajo las condiciones geológicas adecuadas. Los científicos reportaron la primera ocurrencia natural de cuasicristales en un nuevo tipo de mineral encontrado en el río Khatyrka en Rusia oriental. Se encontró que una muestra del holotipo del espécimen ruso era un aglomerado de granos superiores a 0.1 milímetros en tamaño de varias fases, mayormente khatyrkita, cupalita (conteniendo cinc o hierro), algunos minerales de Al-Cu-Fe todavía no identificados y la fase cuasicristalina conocida como icosaedrita (Al
63Cu
24Fe
13. Los granos de cuasicristal eran de alta calidad cristalina iguales a los de los mejores especímenes de laboratorio.
En 1972, de Wolf y van Aalst reportaron que el patrón de difracción producido por un cristal de carbonato de sodio no pudo ser etiquetado con tres índices sino que necesitó uno adicional, lo que implicó que la estructura subyacente tenía cuatro dimensiones en el espacio recíproco. Otros casos desconcertantes han sido reportados, pero hasta que el concepto de cuasicristal llegó a ser establecido fueron explicados o negados. Sin embargo, a finales de la década de 1980, la idea se volvió aceptable y en 1992 la Unión Internacional de Cristalografía alteró su definición de un cristal, ampliándolo como resultado de los hallazgos de Shechtman, reduciéndolo a la habilidad de producir un patrón de difracción claro y reconociendo la posibilidad de que el ordenamiento sea periódico o aperiódico. Ahora las simetrías compatibles con traslaciones son definidas como "cristalográficas", dejando lugar para otras simetrías "no-cristalográficas". Así las estructuras aperiódicas o cuasiperiódicas pueden ser divididas en dos clases principales: aquellas con simetría de grupo puntual cristalográfico, a las que pertenecen las estructuras inconmesurablemente moduladas y las estructuras compuestas, y aquellas con simetría de grupo puntual no-cristalográfico, a las cuales pertenecen las estructuras cuasicristalinas.
El término "cuasicristal" fue primeramente usado en la prensa poco después del anuncio del descubrimiento de Shechtman, en un artículo de Steinhardt y Levine.
Sin embargo, el adjetivo "cuasicristalino" ha sido vagamente aplicado a cualquier patrón con simetría inusual.
Shechtman ganó el Premio Nobel de Química en 2011 por su trabajo sobre cuasicristales. "Su descubrimiento de los cuasicristales reveló un nuevo principio para el empaquetamiento de átomos y moléculas", dijo Lars Thelander, quien lideró el Comité Nobel de Química de la academia. "Esto llevó a un cambio de paradigma dentro de la química".

## Descripción matemática

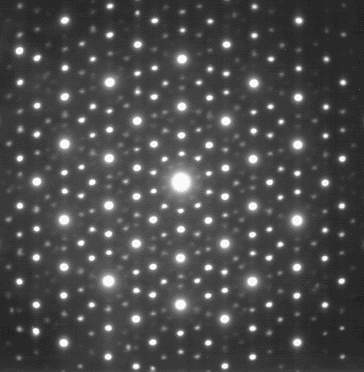
Patrón de difracción de electrones de un cuasicristal de Zn-Mg-Ho icosaédrico.

Hay muchas formas de definir matemáticamente los patrones cuasicristalinos. Una definición, la construcción por el método de "proyección", está basada en el trabajo de Harald Bohr.
Bohr mostró que las funciones cuasiperiódicas surgen como restricciones de las funciones periódicas de alta dimensión a una rebanada irracional (una intersección con uno o más hiperplanos), y discutió su espectro puntual de Fourier. Para que el cuasicristal en sí mismo sea aperiódico, esta rebanada debe evitar cualquier plano de red del entramado de mayor dimensión. De Bruijn mostró que las teselaciones de Penrose pueden ser vistas como rebanadas bidimensionales de estructuras hipercúbicas de cinco dimensiones. De manera equivalente, la transformada de Fourier de tal cuasicristal es diferente de cero solo en un denso conjunto de puntos generado por múltiplos enteros de un conjunto finito de vectores base (las proyecciones de los primitivos vectores de red recíproca del entramado de mayor dimensión).
Las consideraciones intuitivas obtenidas a partir de un simple modelo de teselaciones aperiódicas son formalmente expresadas en los conceptos de los conjuntos de Meyer y de Delaunay. La contraparte matemática de la difracción física es la transformada de Fourier y la descripción cualitativa de una imagen de difracción como "corte claro" o "agudo" significa que están presentes singularidades en el espectro de Fourier. Hay diferentes métodos para construir modelos de cuasicristales. Estos son los mismos métodos que producen teselaciones aperiódicas con la restricción adicional para la propiedad difractiva. Así, para una teselación de sustitución los valores propios de la matriz de sustitución deberían ser números de Pisot. Las estructuras aperiódicas obtenidas por el método "corta y proyecta" son hechas difractivas por medio de elegir una orientación adecuada para la construcción. Esto es de hecho una aproximación geométrica que tiene también un gran aprecio por los físicos.
La teoría clásica de cristales reduce los cristales a puntos de red donde cada punto es el centro de masa de una de las unidades idénticas del cristal. La estructura de los cristales puede ser analizada definiendo un grupo asociado. Los cuasicristales, por otra parte, están compuestos por más de un tipo de unidad, por lo que en vez de redes, deben ser utilizadas las cuasi-redes . En vez de grupos, los grupoides, que son la generalización matemática de los grupos en la teoría de categorías, son la herramienta apropiada para estudiar a los cuasicristales.
La construcción y análisis de las estructuras cuasicristalinas usando las matemáticas es una difícil tarea para la mayoría de los experimentalistas. Sin embargo el modelado de computadora, basado en las teorías existentes de cuasicristales, ha facilitado esta tarea. Han sido desarrollados programas avanzados que permiten construir, visualizar y analizar las estructuras de los cuasicristales y sus patrones de difracción.

## Ciencia de materiales de los cuasicristales

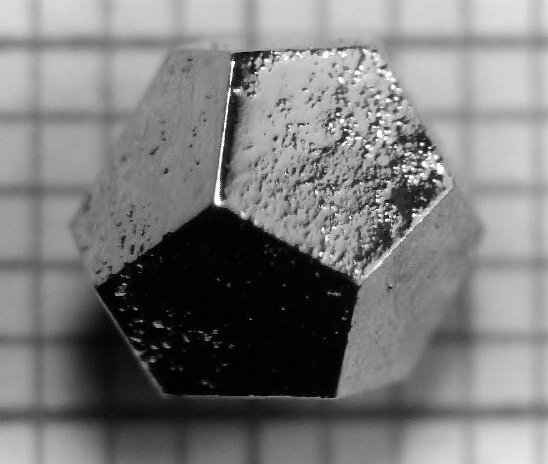
Un cuasicristal icosaédrico de Ho-Mg-Zn formado como un dodecaedro, el dual del icosaedro.

Desde el descubrimiento original de Shechtman han sido reportados y confirmados cientos de cuasicristales. Indudablemente, los cuasicristales no son solo una forma única de sólidos; existen universalmente en muchas aleaciones metálicas y algunos polímeros. Los cuasicristales se encuentran más a menudo en aleaciones de aluminio (Al-Li-Cu, Al-Mn-Si, Al-Ni-Co, Al-Pd-Mn, Al-Cu-Fe, Al-Cu-V, etc.), Pero son también conocidas otras numerosas composiciones (Cd-Yb, Ti-Zr-Ni, Zn-Mg-Ho, Zn-Mg-Sc, In-Ag-Yb, Pd-U-Si, etc.).
En teoría, hay dos tipos de cuasicristales. El primer tipo, los cuasicristales poligonales (dihedros), tienen un eje de simetría local de 8, 10, o 12 pliegues (cuasicristales octagonales, decagonales, o dodecagonales, respectivamente). Estos son periódicos a lo largo de este eje y cuasiperiódicos en los planos normales a él. El segundo tipo, los cuasicristales icosaédricos, son aperiódicos en todas las direcciones.
Con respecto a su estabilidad térmica, se distinguen tres tipos de cuasicristales:
- Cuasicristales estables crecidos por enfriamiento lento o fundido con subsecuente recocido,
- Cuasicristales metaestables preparados por fusión-giro (melt spinning), y
- Cuasicristales metaestables formados por la cristalización de la fase amorfa.

Excepto el sistema Al–Li–Cu, todos los cuasicristales estables están casi libres de defectos y desorden, como es evidenciado por difracción de rayos X y difracción de electrones revelando un ancho de picos tan agudos como los de cristales perfectos como el silicio. Los patrones de difracción exhiben simetrías de cinco pliegues, tres pliegues, y de dos pliegues, y las reflexiones son ordenadas cuasiperiódicamente en tres dimensiones. 
El origen del mecanismo de estabilización es diferente para los cuasicristales estables y metaestables. Sin embargo, hay una característica común observada en la mayoría de los cuasicristales que forman aleaciones líquidas o sus líquidos subenfriados: un orden local icosaédrico. El orden icosaédrico está en equilibrio en el estado líquido para los cuasicristales estables, mientras que el orden icosaédrico prevalece en el estado líquido subenfriado para los cuasicristales metaestables.